# Кахым-туря (опера)
Кахым-Туря — башкирская опера, написанная в 1999 году композитором Загиром Исмагиловым на либретто Ишмуллы Дильмухаметова.

## Описание
Опера Кахым-Туря, последний труд башкирского композитора Загира Исмагилова, повествует о молодом башкирском военачальнике Кахыме Мурзашеве, который в годы Отечественной войны 1812 года повел свои войска вместе с Кутузовым против Наполеона, брал Париж и погиб на обратном пути. Исполняется на башкирском языке.
Опера состоит из 2 актов и 4 картин и представляет собой музыкальную драму.
Премьера оперы «Кахым-Туря» состоялась 4 октября 2002 года, в Уфе на сцене Башкирского государственного театра оперы и балета. Большое место в опере занимают массовые сцены; использован башкирский музыкальный фольклор, включающий в себя шесть народных мелодий, в том числе песню «Кахым-туря». В современной постановке использованы фрагменты музыки С. Прокофьева из оперы «Война и мир». Опера «Кахым-Туря» ставилась также на сцене театра «Новая опера» (2004).
Дирижёр — А. А. Людмилин;
Режиссёры-постановщики — И. А. Габитов;
Балетмейстер — Ш. А. Терегулов;
Хормейстер — Э. Х. Гайфуллина;
Художник-постановщик — народный художник РБ Рифхат Арсланов.
| Действующие лица   | Исполнители        |
| ------------------ | ------------------ |
| Кахым              | Ф. З. Салихов      |
| Ильмурза           | Х. А. Ижболдин     |
| Хангильде, Абдулла | М. С. Шарипов      |
| Мать Кахыма        | Л. Г. Ахметзянова  |
| Сафия              | О. И. Хуснутдинова |
| Буранбай           | Р. А. Хабибуллин   |
| Насыр              | С. Ф. Сулейманов   |
| Кутузов            | Р. Ф. Кучуков      |
| Залифа             | А. С. Хамбалеева   |
| Французский офицер | Г. Н. Коробов      |

## Сюжет
Сюжет оперы раскрывает события одного из сражений и гибель башкирского полководца Кахыма.
Действие оперы происходит в России во время отечественной войны 1812 года. В войне с Наполеоном принимает участие и башкирский полководец Кахым (Кахым Мурзашев). Кахым Мурзашев (Кахым-туре), реальный персонаж, уроженец села Аючева Юрматинской волости Ногайской дорог, окончивший Петербургскую военную академию и в 22 года получивший звание полковника. Кахым-Туря — закрепившееся за ним в молодости прозвище среди башкир.
В начале первого действия оперы звучит песня Кахыма. Его жена Сафия, живущая на окраине башкирской деревни, сообщает его матери о возвращении сына. Весть об этом радостном событии облетает весь аул. На встречу с Кахымом собрались односельчане. Народ с сочувствием откликается на призыв Кахыма о помощи русским войскам в войне с французами. Предчувствуя разлуку, грустит жена Кахыма — Сафия. Кахым же уверяет её в своей любви и преданности.
Отец и мать Кахыма радуются за сына. Отец напутствует его честно служить народу и Отчизне. Мать, предчувствуя неладное, с болью в сердце не хочет отпускать сына на войну. Под одобрительные крики односельчан войско во главе с Кахымом покидает аул.
В следующей сцене русская армия и башкирские полки славят полководца Кутузова. Полководец благодарит героев за верность отчизне и храбрость в бою. У них одна судьба и цель — защитить Россию, прогнать врага, дойти до Парижа.
Во втором действии показан отряд Кахыма, отдыхающий в вечернее время. Звучит грустная песня молодого воина, тоскующего по дому. Залифа поет о своей любви к Кахыму. Увлеченная своим чувством, Залифа не замечает также влюбленного в неё воина Насыра, насмехается над ним. Появившийся здесь злодей Хангильде использует смятение Насыра и подговаривает его убить Кахыма. Возмущенный Насыр стреляет в предателя.
На звук выстрела появляется встревоженный Кахым. Он и возмущается действиями Хангильде, позорящим честь башкира. Воины славят Кахыма и заверяют его в верном служении Отечеству. В отряд приводят плененного француза, Кахым допрашивает его, пытаясь узнать сведения об обстановке во вражеском лагере и его расположении. Узнав, что войско неприятеля намного превосходит их по численности, Кахым решает начать атаку ночью и первыми прорваться в тыл врага. Поддержанный порывом людей и доверием Кутузова, Кахым готов сражаться до победного конца.
Французские войска разгромлены, Париж взят. Башкирское войско с победой возвращается домой. Во время отдыха Кахым благодарит воинов за верную службу, отвагу и бесстрашие. В лагере начинается общее веселье.
Внезапно Кахым почувствовал себя плохо и тут он понял, что его отравили. Умирающего Кахыма осторожно укладывают в прохладной тени деревьев. Буранбай и Залифа ухаживают за ним, но всё тщетно — смертельный яд подорвал силы воина. Он бредит: ему видятся отец, мать, жена Сафия. Сделав над собой неимоверное усилие, он говорит прощальные слова, обращённые к родному Уралу и умирает. Народ скорбит о смерти Кахыма и клянется не забывать его. Мать, потрясенная смертью сына, жаждет мести. Вдруг в небесной вышине раздается голос Кахыма, призывающего всех к миру и согласию.